# Nesotettix
Nesotettix is een geslacht van rechtvleugeligen uit de familie doornsprinkhanen (Tetrigidae). De wetenschappelijke naam van dit geslacht is voor het eerst geldig gepubliceerd in 1909 door Holdhaus.

## Soorten
Het geslacht Nesotettix omvat de volgende soorten:
- Nesotettix cheesmanae Günther, 1938
- Nesotettix samoensis Holdhaus, 1909